# David Neil MacKenzie
David Neil MacKenzie FBA (8 de abril de 1926 - 13 de octubre de 2001) fue un erudito de lenguas iraníes . 

## Biografía
Neil MacKenzie (nunca usó su primer nombre) nació en Londres en 1926 y asistió a una sucesión de escuelas en el sur de Inglaterra.  En 1943, a los 17 años, se alistó en el ejército británico.  En 1945 y 1946 se desempeñó como soldado en la Provincia de la Frontera Noroeste de la India Británica, donde aprendió Pashto. Conocido de las lenguas iraníes, obtuvo una licenciatura en persa nuevo y una maestría en persa antiguo y medio en la Escuela de Estudios Orientales y Africanos (SOAS) de la Universidad de Londres.  Su tesis de doctorado, Kurdish Dialect Studies (1957, publicada en 1961–1962), estableció su reputación como iranista y lingüista.
En SOAS, MacKenzie fue nombrado profesor de kurdo en 1955, una posición que se extendió para incluir todos los idiomas iraníes en 1961.  Fue promovido a Reader en 1965, un cargo que ocupó hasta 1975 cuando recibió una cita como Presidente de Filología Oriental en la Universidad de Göttingen en Alemania. 
MacKenzie se retiró de esa posición en 1994 y se estableció en Bangor, Gales del Norte.  A su regreso a Gran Bretaña, MacKenzie fue elegido miembro de la Academia Británica. David Neil MacKenzie murió el 13 de octubre de 2001 en Bangor, de 75 años. Le sobrevivieron tres hijos y una hija. 

## Archivos académicos
A pesar de que MacKenzie era una autoridad reconocida en Khwarezmian kurdo y medieval, contribuyó significativamente al estudio de otros idiomas iraníes, como el persa medio, el sogdiano y el pashto.  La contribución de MacKenzie a Pashto, Gorani y Kurdish, solo por mencionar algunos, es la razón de la descripción de "ex colega" de "MacKenzie pobre" como "el hombre que conoce todos los dialectos y ninguno de los idiomas".
Su Concise Pahlavi Dictionary (1971) no solo fue una de sus obras más importantes, sino que sigue siendo la referencia lexicográfica autorizada sobre el lenguaje de los textos zoroástricos de los siglos IX-XII. Su diccionario de Khwarezmian permaneció inacabado en el momento de su muerte. 
En su obituario, se observa que MacKenzie fue "un políglota cuyo conocimiento lingüístico fue notable tanto en rango como en profundidad.  Generalmente reconocido como la autoridad más importante del mundo en el khurzmian moderno y medieval, también hizo contribuciones destacadas al estudio de muchos otros idiomas iraníes, incluyendo Pashto, Pahlavi y Sogdian, al mismo tiempo que muestra una competencia envidiable en idiomas no iraníes como el árabe y chino." 